# DeviantArt
DeviantArt (deviantART c 2001 года по 2017 год, иногда сокращённо «DA») — коммерческая онлайн-галерея и сообщество художников общего типа. DeviantART — популярный портал для фотографов, иллюстраторов и писателей, а также социальная сеть художников.
Он предоставляет возможность демонстрировать свои произведения, делиться мнениями с другими художниками и любителями искусства.

## История
DeviantArt начинался как сайт, связанный с людьми, которые брали компьютерные приложения и модифицировали их по своему вкусу, или которые публиковали приложения из оригинальных дизайнов. По мере роста сайта участники в целом стали известны как художники, а представленные работы как искусство.
DeviantArt был изначально запущен 7 августа 2000 года Скоттом Джаркоффом, Мэттом Стивенсом, Анджело Сотира и другими как часть более крупной сети музыкальных сайтов под названием Dmusic Network. Сайт процветал во многом благодаря своему уникальному предложению и вкладу его основных участников и команды волонтеров после его запуска, но был официально зарегистрирован в 2001 году примерно через восемь месяцев после запуска.
5 августа 2014 года заблокирован Роскомнадзором за 12 иллюстраций с этти и две галереи размещенных авторами и пользователями сайта картинок. По информации проекта «Роскомсвобода», сайт заблокирован провайдерами «Билайн» и «Ростелеком», по данным «Билайна» 12 страниц сайта были внесены в реестр запрещённых сайтов по решению Роскомнадзора от 15 июля 2014 года, две — по решению Роспотребнадзора 27 февраля 2013 года. В едином реестре запрещённых сайтов Роскомнадзора ресурса DeviantArt нет.
На сайте Change.org возникла онлайн-петиция с требованием разблокировать DeviantArt, набравшая к 6 августа около двух тысяч подписей.
7 августа блокировка была снята.
4 декабря 2014 года сайт представил новый логотип и объявил о выпуске официального мобильного приложения для iOS и Android, выпущено 10 декабря 2014 г.
В феврале 2017 Wix.com купила DeviantART.
29 июля 2021 года российское надзорное ведомство направило в адрес DeviantArt требование об удалении запрещенного (в том числе, порнографического и суицидального) контента, пригрозив новой блокировкой на территории РФ.
3 августа 2021 года Роскомнадзор приступил к блокировке сайта на территории РФ.
11 августа Роскомнадзор разблокировал ресурс Deviantart, сообщив, что Deviantart удалил противоправные материалы, в адрес которых были отправлены требования ведомства.

## Основные возможности

### Страница пользователя
Зарегистрированный пользователь получает персональную страницу с адресом вида http://www.deviantart.com/username, где username заменяется его ником, выбранным при регистрации. Регистрация бесплатна, но оплатив премиум, можно получить дополнительные возможности.
На странице расположены такие модули как: избранная работа, последние работы, любимые работы других авторов, список друзей, DeviantID, последняя запись в блоге. Некоторые модули доступны только с премиум-аккаунтом, например форум, опросы, список посетителей, пользовательский блок для размещения произвольного текста и другие. Кроме того, часть настроек стандартных модулей без премиума также недоступна. Пользователь может настраивать внешний вид своей страницы путём добавления, удаления, перемещения и изменения параметров отдельных модулей.

### Галерея
Основная цель сайта — возможность загружать работы и комментировать их. В галерее содержатся все загруженные автором работы. Количество работ, которые участник может загрузить в свою галерею, не ограничено. В ноябре 2007 года появилась возможность сортировать свои работы по папкам. Одну и ту же работу можно поместить одновременно в несколько папок.

### Избранные и коллекции
Работы других участников можно добавлять в коллекции, также сортируя по папкам.

### Блог
На сайте есть возможность публиковать записи. Вставлять картинки и использовать стили оформления записей можно только при наличии премиума.

### Prints
Сайт предоставляет возможность продавать свои работы. При загрузке работы её можно сделать доступной для продажи через сайт.

### Форум и dAmn
На сайте есть форум, где можно общаться на разные темы.
dAmn — DeviantART Messaging Network — набор чат комнат для мгновенного обмена сообщениями.

### Portfolio
Сайт предоставляет возможность быстро создавать портфолио с использованием уже загруженных в галерею работ. Предназначено для максимально упрощенной демонстрации своих работ.

## Сохранность данных
В декабре 2010 года компания Silverpop Systems, Inc., обслуживающая DeviantART, сообщила о хакерской атаке. Компания DeviantART проинформировала своих пользователей о том, что её база, которая содержит более 13 миллионов адресов, была взломана. Были скопированы email-адреса и имена пользователей, но пароли не попали в руки взломщиков.